# El Coco (relato corto)
El Coco, en inglés The Boogeyman, es una historia corta de Stephen King, publicada por primera vez en la edición de marzo de 1973 de la revista Cavalier y luego recopilada en la colección de cuentos El umbral de la noche.

## Argumento
La historia tiene lugar en la oficina del Dr. Harper, un psiquiatra, donde un hombre llamado Lester Billings habla con el médico sobre los "pendientes" de sus tres hijos pequeños, describiendo los eventos de los últimos años. Sus dos primeros hijos murieron misteriosamente por causas aparentemente no relacionadas (diagnosticadas como muerte en la cuna y convulsiones, respectivamente) cuando los dejaron solos en sus habitaciones. Los únicos puntos en común fueron que los niños gritaron "¡El Coco!" antes de quedarse solos, y la puerta del armario entreabierta después de descubrir sus cadáveres, a pesar de que Billings está seguro de que la puerta estaba cerrada.
Aproximadamente un año después de la muerte de su segundo hijo, la esposa de Billings, Rita, quedó embarazada de su hijo Andy y posteriormente se mudó a un vecindario diferente lejos del anterior. Pasa un año sin incidentes con Andy durmiendo en el dormitorio principal con Billings y Rita. Billings cree que el monstruo finalmente rastreó a su familia, se entrometió en la casa y se deslizó por la noche. Poco después, Rita se va para cuidar a su madre enferma, dejando a Billings y Andy solos.
Al sentir que la presencia malévola se volvía más audaz en la ausencia de su esposa, Billings comenzó a entrar en pánico y decidió trasladar a Andy a un dormitorio separado, sabiendo que iría a por él. Esa noche, Andy gritó "¡El Coco!" mientras se acuesta y, una hora más tarde, es atacado y asesinado por el Coco. Billings, al ver a la criatura estrangulando a Andy, huyó a un restaurante local abierto las 24 horas. Más tarde regresó a casa al amanecer, llamó a la policía y descubrió el cadáver de Andy en el suelo con la puerta del armario entreabierta. Billings convenció a la policía de que Andy había intentado salir de su cuna durante la noche y se había roto el cuello.
Cuando Billings termina su historia y comienza a irse, el Dr. Harper recomienda hacer futuras citas con la enfermera. Billings va a encontrarse con la enfermera, pero ella se ha ido. Billings regresa a la oficina de Harper, y la encuentra vacía también, con la puerta del armario entreabierta y de pronto, El Coco emerge del armario, quitándose su disfraz del Dr. Harper.

## Adaptaciones
- Fue adaptado a una película por Jeff C. Schiro en 1982. También se ha representado en el Festival Fringe de Edimburgo como una obra de teatro de larga duración, dirigida por el actor de televisión David Oakes.
- En 2010, el cineasta irlandés Gerard Lough lo adaptó a una película de 27 minutos.
- En 2018, los escritores Scott Beck y Bryan Woods anunciaron que adaptarían la historia. En septiembre de 2019, Beck y Woods revelaron que todavía estaban trabajando en el proyecto con 20th Century Fox, a pesar de su compra por parte de Walt Disney Studios Motion Pictures.[1] Está previsto que se estrene una adaptación del mismo título en Hulu en 2023. Escrita por Mark Heyman y dirigida por Rob Savage, está protagonizada por Sophie Thatcher, Chris Messina,[2] David Dastmalchian, Marin Ireland, Vivien Lyra Blair y Madison Hu.[3]